# Rousseau Hayner Flower
Rousseau Hayner Flower (Troy, 21 marzo 1913 – 27 febbraio 1988) è stato un paleontologo statunitense.
Estremamente prolifico nella sua materia, durante la sua attività descrisse circa 100 generi di cefalopodi e più di 400 specie, scrivendo inoltre assieme a Bernhard Kummel un trattato sui Nautiloida, frutto del suo lavoro di ricerca sui fossili come membro del New Mexico Bureau of Geology & Mineral Resources. Fu noto anche per la sua personalità al limite dell'eccentricità, e per la passione, oltre che per la paleontologia, per l'opera, la musica classica e la frusta.
| Flower è l'abbreviazione standard utilizzata per le specie animali descritte da Rousseau Hayner Flower. Categoria:Taxa classificati da Rousseau Hayner Flower |